# Munstead and Tuesley
Munstead and Tuesley (innan 2023 Busbridge) är en civil parish i distriktet Waverley, Storbritannien. Den ligger i grevskapet Surrey och riksdelen England, i den södra delen av landet, 50 km sydväst om huvudstaden London. Antalet invånare är 779. Arean är 9,9 kvadratkilometer.
Terrängen i Busbridge är platt.